# أم الثدايا
أم الثدايا أو ماملي كما تعرف محليّاً، قرية سوريّة تتبع إداريّاً لمحافظة حلب منطقة الباب ناحية الراعي، بلغ تعداد سكانها 326 نسمة حسب التعداد السكاني لعام 2004.